# (79354) Brundibar
(79354) Brundibar es un asteroide que forma parte del cinturón de asteroides y fue descubierto por Miloš Tichý y Jana Tichá el 16 de enero de 1997 desde el Observatorio Kleť, cerca de České Budějovice, República Checa.

## Designación y nombre
Recibió inicialmente la designación de 1997 BB. Fue nombrado por Brundibár, una ópera infantil del compositor judío checo Hans Krása y el libretista Adolf Hoffmeister, interpretada originalmente por los niños del gueto de Theresienstadt para judíos en 1943. El nombre proviene de una palabra checa que significa abejorro.

## Características orbitales
Brundibar orbita a una distancia media de 2,312 ua del Sol, pudiendo acercarse hasta 2,080 ua y alejarse hasta 2,544 ua. Tiene una inclinación orbital de 5,057 grados y una excentricidad de 0,100. Emplea 1284,12 días en completar una órbita alrededor del Sol.

## Características físicas
La magnitud absoluta de Brundibar es 16,67.